# 지식 시각화
지식 시각화에 대해 설명한다.
적어도 두 사람 사이에서 지식을 전달하는 데 컴퓨터 혹은 다른 시각화 기법을 이용하여 이루어진 시각적 표현 기법을 사용하는 것은 지식의 전달을 효과적으로 증진시킬 수 있다. 이러한 시각화 형태의 예로는 스케치, 다이어그램, 이미지, 오브제, 인터랙티브 시각화, 정보 시각화 애플리케이션, 스토리로써의 가상 시각화 등이 있다. 정보 시각화가 이해를 돕기 위해 컴퓨터 지원 툴을 사용하는 것에 집중하는 반면에, 지식 시각화는 통찰력을 전달하고 새로운 지식 단위를 생성하는 것에 초점을 맞춘다. 지식 시각화는 사실을 전달하는 것만을 넘어서 다양한 상호 보완적 시각화를 사용함으로써 심화된 통찰력, 경험, 태도, 가치, 기대치, 관점, 의견, 예견 등을 전달하는 것을 목적으로 한다.